# Jean-Guy Wallemme
Jean-Guy Wallemme (nacido el 10 de agosto de 1967 en Maubeuge) es un exfutbolista y entrenador de fútbol francés. Actualmente dirige al París 13 Atlético.

## Carrera como jugador
Wallemme desarrolló la mayoría de su carrera como futbolista en el RC Lens. Allí debutó en 1986, permaneciendo los siguientes años y convirtiéndose en un jugador destacado del equipo, con el que ganó la Ligue 1 en 1998. Sólo dejó el club del norte de Francia durante una breve etapa, cuando, ante la pérdida de protagonismo que estaba experimentando, buscaba nuevas experiencias. Sin embargo, no tuvo éxito en sus meses en el Coventry City, por lo que regresó a su país, primero en el FC Sochaux y luego en el AS Saint-Étienne. Finalmente, regresó a "su casa", el RC Lens, para retirarse en 2002.

## Carrera como entrenador
Inicios
Wallemme comenzó su carrera como técnico de forma inesperada: En 2001 tuvo que hacerse cargo del AS Saint-Étienne como jugador-entrenador junto con Rudi García, tras la marcha de John Benjamin Toshack. Sin embargo, no pudieron mantener al equipo en la Ligue 1. Posteriormente, dirigió al RC Paris durante una temporada y media; para pasar al FC Rouen, al que entrenó durante 10 meses.
Primera etapa en Bélgica y regreso a Francia
Vivió su primera experiencia en el extranjero con el KSK Renaix de Bélgica, que terminó 10º en la Segunda División belga. Regresó a Francia para entrenar a los modestos US Roye y RC Paris.
RC Lens
En mayo de 2008, accedió al cargo de entrenador del RC Lens, el equipo de su corazón. Logró ganar la Ligue 2 y por lo tanto ascendió a la máxima categoría, obteniendo la permanencia en la temporada siguiente. Sin embargo, los malos resultados en la Ligue 1 2010-11 provocaron su destitución en enero de 2011.
Selección del Congo y AJ Auxerre
En agosto de 2011, fue nombrado el máximo responsable de la selección del Congo. Al año siguiente, sin dejar de ser el seleccionador del Congo, se incorporó al AJ Auxerre para la recta final de la temporada 2011-12. No pudo evitar el descenso del equipo francés a la Ligue 2, pero renovó con la entidad para el curso siguiente. En octubre de 2012, dimitió como seleccionador del Congo para concentrarse en su trabajo en el Auxerre, pero poco después también dejó el banquillo del conjunto borgoñón de común acuerdo con el club a raíz de los malos resultados.
Segunda etapa en Bélgica
Volvió a la Liga belga de la mano del White Star Bruxelles en 2013, pero fue destituido antes de comenzar la temporada debido a un enfrentamiento con los dirigentes del club. En enero de 2014 fue nombrado técnico del RWDM Brussels FC, al que entrenó hasta el término de la temporada.
Etapa en Argelia
En julio de 2014, firmó con el USM Bel-Abbès de Argelia; pero en el mercado de invierno, decidió fichar por el JS Kabylie. En junio de 2015, se incorporó al ASO Chlef, del cual se desvinculó a los 8 meses por insuficiencia de resultados.

## Clubes

### Como jugador
| Club             | País       | Temporada | Partidos | Goles |
| ---------------- | ---------- | --------- | -------- | ----- |
| RC Lens          | Francia    | 1986-1998 | 431      | 13    |
| Coventry City    | Inglaterra | 1998      | 8        | 0     |
| FC Sochaux       | Francia    | 1999      | 18       | 0     |
| AS Saint-Étienne | Francia    | 1999-2001 | 55       | 1     |
| RC Lens          | Francia    | 2001-2002 | 35       | 0     |

### Como entrenador
| Club                        | País      | Temporada | P   | PG | PE | PP | % v.  |
| --------------------------- | --------- | --------- | --- | -- | -- | -- | ----- |
| AS Saint-Étienne            | Francia   | 2001      | 16  | 4  | 4  | 8  | 25    |
| RC Paris                    | Francia   | 2002-2004 | 49  | 27 | 12 | 10 | 55.1  |
| FC Rouen                    | Francia   | 2004      | 30  | 7  | 8  | 15 | 23.33 |
| KSK Renaix                  | Bélgica   | 2004-2005 | 22  | 7  | 6  | 9  | 31.82 |
| US Roye                     | Francia   | 2005-2007 | 64  | 23 | 23 | 18 | 35.94 |
| Paris FC                    | Francia   | 2007-2008 | 38  | 12 | 14 | 12 | 31.58 |
| RC Lens                     | Francia   | 2008-2010 | 106 | 43 | 26 | 37 | 40.57 |
| Selección del Congo         | Congo     | 2011-2012 | 6   | 4  | 1  | 1  | 66.67 |
| AJ Auxerre                  | Francia   | 2012      | 26  | 8  | 4  | 14 | 30.77 |
| White Star Bruxelles        | Bélgica   | 2013      | 0   | 0  | 0  | 0  | 0     |
| RWDM Brussels FC            | Bélgica   | 2014      | 10  | 3  | 3  | 4  | 30    |
| USM Bel-Abbès               | Argelia   | 2014-2015 | 16  | 5  | 6  | 5  | 31.25 |
| JS Kabylie                  | Argelia   | 2015      | 11  | 4  | 2  | 5  | 36.36 |
| ASO Chlef                   | Argelia   | 2015-2016 | 19  | 7  | 5  | 7  | 36.84 |
| KAC de Kenitra              | Marruecos | 2016      | 6   | 1  | 1  | 4  | 16.67 |
| FC Dieppe                   | Francia   | 2017      |     |    |    |    |       |
| FC Chartres                 | Francia   | 2018-2020 |     |    |    |    |       |
| Selección de Níger          | Níger     | 2019      |     |    |    |    |       |
| Étoile Fréjus Saint-Raphaël | Francia   | 2020-2022 |     |    |    |    |       |
| París 13 Atlético           | Francia   | 2022-     |     |    |    |    |       |